# Smederevska Palanka
Smederevska Palanka (serbocroata cirílic: Смедеревска Паланка) és un municipi i vila de Sèrbia que pertany al districte de Podunavlje del centre del país.
El 2011 tenia 50 284 habitants, dels quals 23 601 vivien a la vila i la resta a les 17 pedanies del municipi. La majoria de la població es compon ètnicament de serbis (47 972 habitants).
Se sitúa a mig camí entre Smederevo i Kragujevac.

## Pedanies
Conjuntament amb Smederevska Palanka, pertanyen al municipi les següents pedanies (població el 2011):
- Azanja (3946)
- Bačinac (688)
- Baničina (941)
- Bašin (442)
- Cerovac (1054)
- Glibovac (2096)
- Golobok (1988)
- Grčac (1094)
- Kusadak (4865)
- Mala Plana (803)
- Mramorac (553)
- Pridvorice (787)
- Ratari (1766)
- Selevac (3381)
- Stojačak (364)
- Vlaški Do (971)
- Vodice (881)